# 希朗斯
希朗斯（法語：Chirens，法語發音：[ʃiʁɛ̃s]）是法国伊泽尔省的一个市镇，位于该省中部，属于格勒诺布尔区。

## 地理
希朗斯（45°24'50"N, 5°33'21"E）面积17.53 平方千米，位于法国奥弗涅-罗讷-阿尔卑斯大区伊泽尔省，该省份为法国东南部内陆省份，北起顺时针与安省、萨瓦省、上阿尔卑斯省、德龙省、阿尔代什省、卢瓦尔省和罗讷省。
与希朗斯接壤的市镇（或旧市镇、城区）包括：瓦龙、圣尼古拉德马什兰、阿普里约、比略、沙拉维讷、马雪、拉米雷特、圣布莱斯迪比。
希朗斯的时区为UTC+01:00、UTC+02:00（夏令时）。

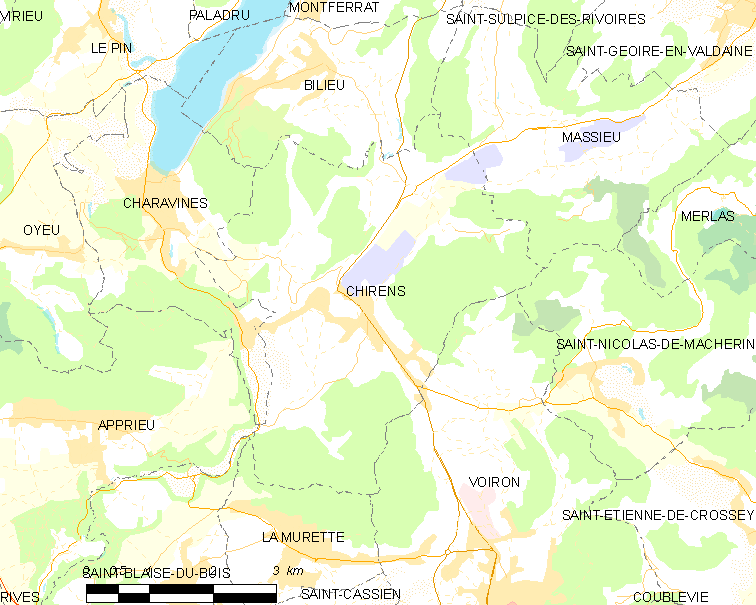
希朗斯的OSM定位图

## 行政
希朗斯的邮政编码为38850，INSEE市镇编码为38105。

## 政治
希朗斯所属的省级选区为大朗斯县。

## 人口

1962-2008年间希朗斯人口变化图示

希朗斯于2022年1月1日时的人口数量为2510人。